# Епархия Баодина
Епархия Баодина (лат. Dioecesis Paotimensis, кит.  保定, 青苑) — епархия Римско-Католической Церкви, городской округ Баодин, провинция Хэбэй, Китай. Епархия Баодина входит в пекинскую архиепархию. Кафедральным собором епархии Баодина является церковь святых апостолов Петра и Павла.

## История
14 февраля 1910 года Римский папа Пий X издал бреве Nobis in sublimi, которым учредил апостольский викариат Центрального Чжили, выделив его из апостольского викариата Северного Чжили (сегодня — Архиепархия Пекина).
15 апреля 1924 года апостольский викариат Северного Чжили передал часть своей территории для возведения новой апостольской префектуры Лисяня (сегодня — Епархия Аньго). 3 декабря 1924 года апостольский викариат Северного Чжили был переименован в апостольский викариат Баодина.
25 мая 1929 года апостольский викариат Баодина передал часть своей территории для возведения новой миссии sui iuris Исяня (сегодня — Апостольская префектура Исяня).
11 апреля 1946 года Римский папа Пий XI издал буллу Quotidie Nos, которой преобразовал апостольский викариат Баодина в епархию.

## Ординарии епархии
- епископ Joseph-Sylvain-Marius Fabrègues (12.02.1910 г. — 12.06.1923 г.) — ординарий Апостольского викариат Центрального Чжили;
- епископ Paul Leon Cornelius Montaigne CM[1] (18.12.1924 г. — 25.01.1930 г.) — ординарий Апостольского викариата Баодина;
- священник Иосиф Чжоу Цзиши  CM (26.03.1931 г. — 11.04.1946 г.) — ординарий Апостольского викариата Баодина;
- епископ Иосиф Чжоу Цзиши CM (11.04.1946 г. — 18.07.1946 г.) — ординарий епархии Баодина;
- епископ Пётр Иосиф Фань Сюэянь (12.04.1951 г. — 16.04.1992 г.) — ординарий епархии Баодина;
- в настоящее время кафедра вакантна.

## Источник
- Annuario Pontificio, Libreria Editrice Vaticana, Città del Vaticano, 2003, ISBN 88-209-7422-3
- Бреве Nobis in sublimi, AAS 2 (1910), стр. 141  (лат.)
- Bolla Quotidie Nos, AAS 38 (1946), стр. 301  (лат.)
- Joseph de Moidrey, La hiérarchie catholique en Chine, en Corée et au Japon (1307—1914), Chang-Hai 1914, стр. 148  (фр.)